# 리센스메디컬
주식회사 리센스메디컬(영어: RecensMedical)은 대한민국의 의학 기기 제조업체이다.

## 사업
안과수술 등에 적용할 수 있는 급속정밀냉각 의료기기를 개발하고 임상결과를 미국과 유럽에서 승인 받았다.

## 역사 및 현황
2016년 10월 31일 설립되었으며 2025년 7월 2일에 상장 예비심사청구를 하였다.